# 9 × 23 mm Largo

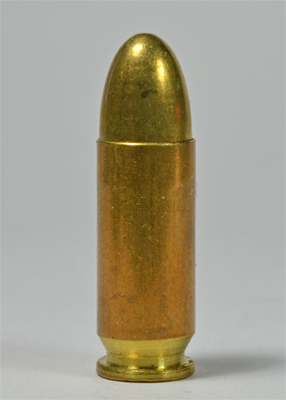
Une balle de 9 x 23 mm Largo

Le 9 × 23 mm Largo est le nom ibérique du calibre 9mm Bergmann-Bayard, développé par Theodor Bergmann qui l'utilisa en premier dans le pistolet automatique Mars. Ce calibre fut adopté par le Danemark et l'Espagne comme munition réglementaire. Utilisé principalement dans des pistolets semi-automatiques et pistolets mitrailleurs essentiellement en Amérique Latine. Appelé métriquement 9x23mm.

## Données numériques et performances dans unSuper-Star
| Grandeur                            | Valeur              |
| ----------------------------------- | ------------------- |
| Longueur de la cartouche            | 33,50 mm            |
| Poids de l'étui                     | 4,18 g              |
| Poids de l'ogive                    | 8,30 g              |
| Poids de la poudre                  | 0,40 g              |
| Poids total cartouche               | 13 g                |
| Vitesse                             | 358 m/s             |
| Puissance bouche du canon           | 54,21 kg            |
| Pénétration dans bois de pin à 15 m | 220 mm              |
| Pression dans la chambre du canon   | 2 317 kg/cm2        |
| Porté efficace                      | 80 m                |
| Groupement à 25 m                   | H=100 mm - L=150 mm |